# Tríkala (ort i Grekland)
Tríkala är en ort i Grekland.   Den ligger i prefekturen Nomós Imathías och regionen Mellersta Makedonien, i den norra delen av landet, 300 km norr om huvudstaden Aten. Tríkala ligger 5 meter över havet och antalet invånare är 1 704.
Terrängen runt Tríkala är platt. Runt Tríkala är det ganska tätbefolkat, med 67 invånare per kvadratkilometer. Närmaste större samhälle är Alexándreia, 10,0 km väster om Tríkala. Trakten runt Tríkala består till största delen av jordbruksmark.